# Isômero estrutural
Isômero estrutural ou isômero constitucional, de isomerismo estrutural ou constitucional, em conformidade com a IUPAC, é uma forma de isomerismo em que moléculas com a mesma fórmula molecular tem átomos ligados em diferente ordem, ao contrário do estereoisomerismo.
Isômeros constitucionais são divididos em três categorias: esqueléticos, posicionais e funcionais.